# Pseudodracontium harmandii
Pseudodracontium harmandii är en kallaväxtart som beskrevs av Adolf Engler. Pseudodracontium harmandii ingår i släktet Pseudodracontium och familjen kallaväxter. Inga underarter finns listade.

## Bildgalleri

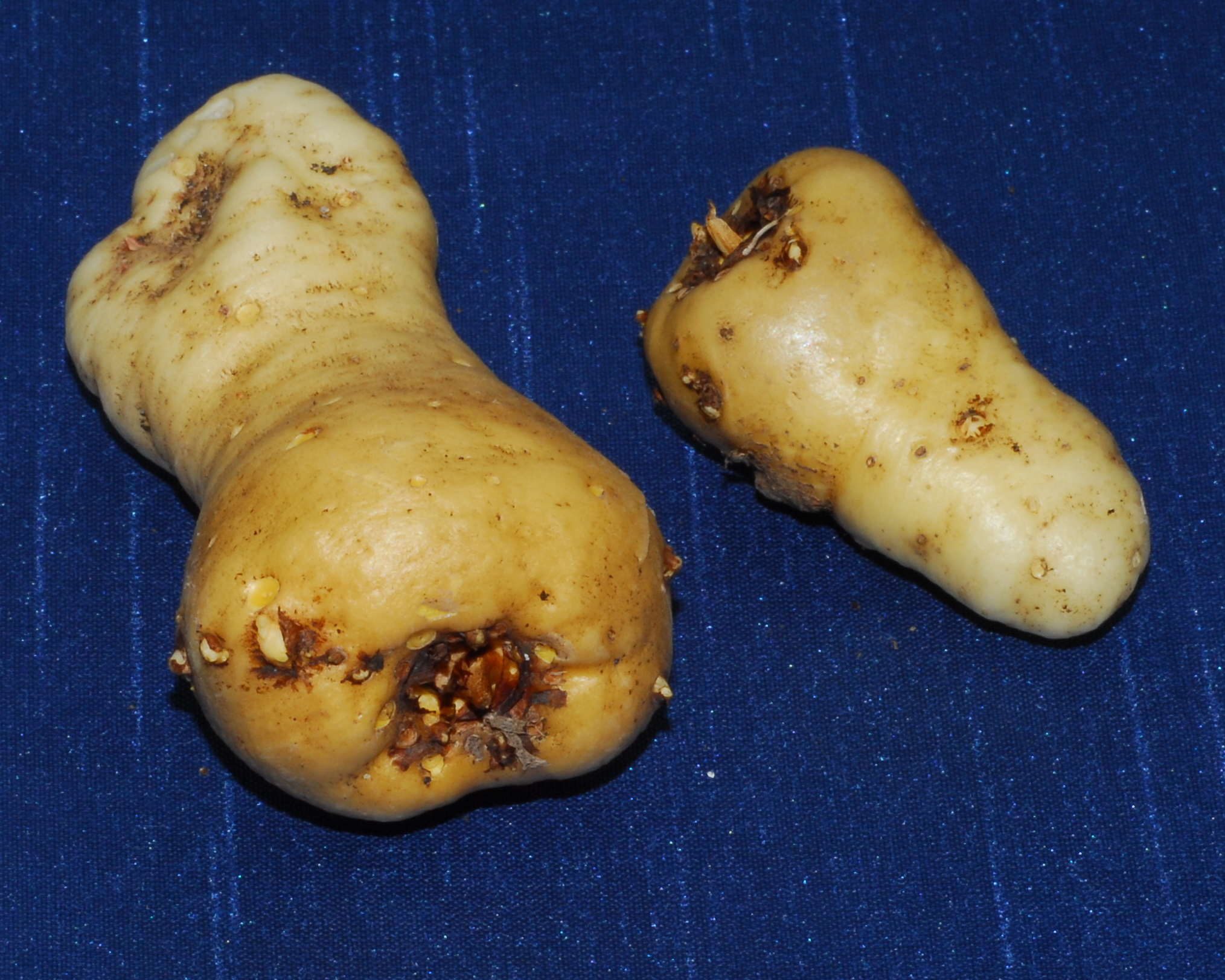